# 第五届澳门国际电影节
第五届澳门国际电影节（英語：5th Macau International Movie Festival）于2013年12月23日晚上在澳门永利酒店宴会厅举行。主要评审是葛优、黄百鸣，本次最大赢家是《叶问：终极一战》和《十二生肖》。。在2013年12月23日举办，黄秋生、张静初、钟欣潼、陈伟霆、卫诗雅、杨受成、成龙、刘亦菲、洛诗、熊黛林、彭丹、王征等出席。

## 提名和得奖
| 最佳影片 - 《神奇》 - 《十二生肖》 - 《忠烈杨家将》 - 《逆战》                                   | 最佳导演 - 成龙《十二生肖》 - 于仁泰《忠烈杨家将》 - 胡雪桦《神奇》 - 林超贤《逆战》             |
| 最佳男主角 - 黄秋生《叶问：终极一战》 - 郑少秋《忠烈杨家将》 - 周润发《铜雀台》 - 黄晓明《神奇》 | 最佳女主角 - 刘亦菲《铜雀台》 - 容祖儿《华丽之后》 - 蔡卓妍《超级经理人》 - 徐帆《忠烈杨家将》   |
| 最佳男配角 - 陈伟霆《救火英雄》 - 周渝民《忠烈杨家将》 - 胡歌《华丽之后》 - 黄百鸣《百星酒店》   | 最佳女配角 - 钟欣潼《叶问：终极一战》 - 伊能静《铜雀台》 - 温碧霞《扎职》 - 安以轩《忠烈杨家将》 |
| 最佳编剧 - 王兵《南泥湾》 - 林超贤《逆战》 - 李敏《叶问：终极一战》 - 麦曦茵《华丽之后》         | 最佳摄影 - 徐斌《她们》 - 谢忠道《逆战》 - 赵小丁《铜雀台》 - 叶绍麒《华丽之后》                 |
| 最佳新人 - 王力可《金门新娘》                                                                    | 最佳动作设计 - 成龙、何钧、成家班《十二生肖》                                                    |
| 最佳原创电影歌曲 - 林欣彤                                                                        | 优秀制片人 - 《校车》、《再爱一次好不好》                                                        |
| 中国电影贡献奖 - 任仲伦                                                                          | 优秀女主角 - 林鹏《逆战》                                                                        |